# 克里尼奇涅 (科澤利希納區)
49°4′4″N 33°57′20″E / 49.06778°N 33.95556°E
克里尼奇内（烏克蘭語：Криничне）是烏克蘭中部的村莊，隸屬波爾塔瓦州的克雷門丘克區。該村分別距離蘇希科貝利亞喬克3公里和達比尼夫卡1.5公里，海拔高度86米，2001年人口337。